# Santa Rosa (Califórnia)
Santa Rosa é uma cidade localizada no estado americano da Califórnia, no condado de Sonoma, do qual é sede. Foi incorporada em 26 de março de 1868.

## Geografia
De acordo com o United States Census Bureau, a cidade tem uma área de 107,5 km², onde 106,9 km² estão cobertos por terra e 0,5 km² por água.

## Demografia
Segundo o censo nacional de 2010, a sua população é de 167 815 habitantes e sua densidade populacional é de 1 569,24 hab/km². É a cidade mais populosa do condado de Sonoma. Possui 67 396 residências, que resulta em uma densidade de 630,22 residências/km².

## Cidades-irmãs
Santa Rosa possui três cidades-irmãs:
- Tcherkássi, Ucrânia
- Jeju, Coreia do Sul
- Los Mochis, México

## Cultura
Em Santa Rosa também foram escolhido alguns lugares para fazerem os sets e as gravações do filme de terror e suspense adolescente Scream(Pânico) de 1996[carece de fontes?].